# 颜福庆

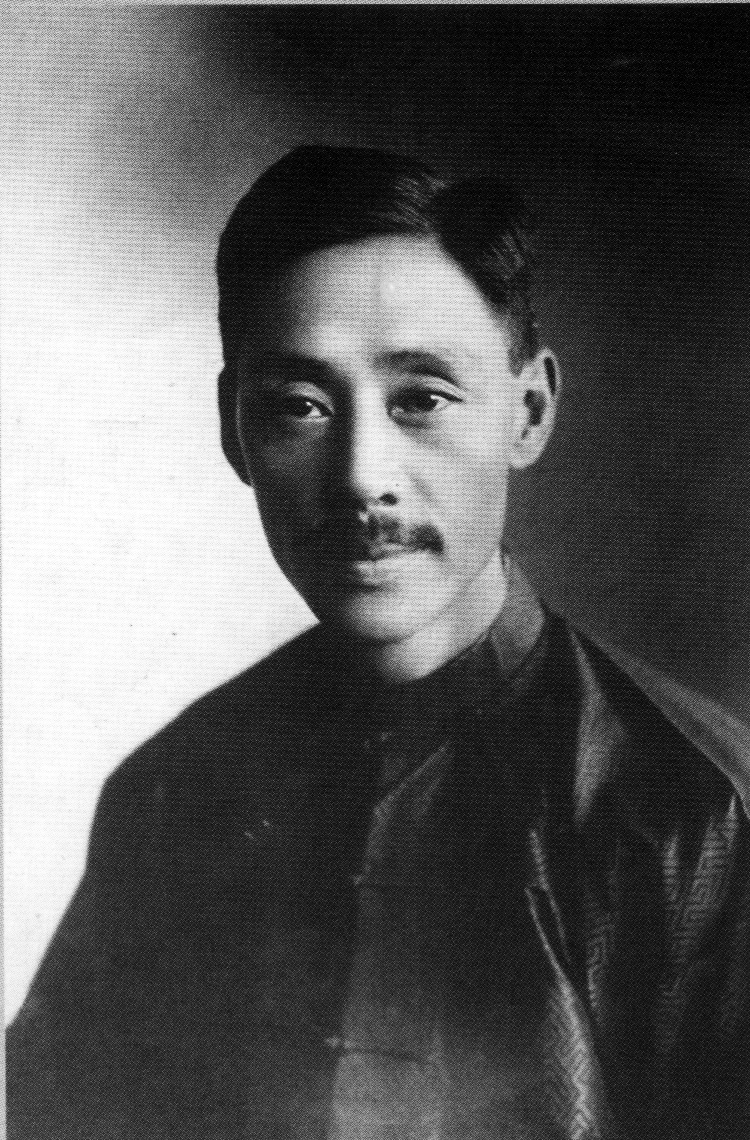

颜福庆（1882年7月28日—1970年11月29日），字克卿，上海寶山人，中国医学教育家。他先后创办湖南湘雅医专业学校（中南大学湘雅医学院前身）、国立上海医学院（原国立中央大学医学院，现复旦大学上海医学院前身）、上海中山医院等。他同时也是中华医学会的首任会长。

## 生平

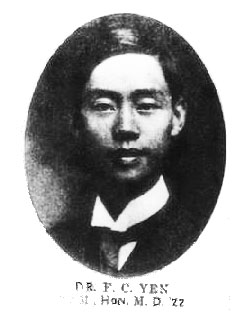

### 早年：上海圣公会家庭
1882年7月28日，颜福庆出生于上海市虹口区江湾镇街道的一个贫寒家庭，在兄弟姐妹五人中排行第二。他幼年丧父，从7岁起由伯父、圣公会虹口救主堂牧师颜永京抚养。在伯父的资助下，得以就读于上海圣约翰中学和圣约翰大学医学院，1903年毕业后，随即入其舅舅吴虹玉创办的同仁医院当实习医师。

### 留学英美
1904年应召报名到南非多本金矿，担任矿医。1906年，颜福庆赴美国耶鲁大学医学院深造，1909年获得医学博士学位。同年赴英国利物浦热带病学院，获得热带病学学位证书。

### 1910-1926：长沙湘雅
1910年，颜福庆接受美国雅礼协会的聘请，回国担任长沙雅礼医院的外科医师。1914年，他和美籍医师胡美创办长沙湘雅医学专门学校湘雅医学院（湖南医学院前身），任第一任校长。1915年参与组建中华医学会，并任第一届会长。1926年12月15日（45岁），由于北伐军入据湖南，发动驱赶传教士运动，受到冲击的颜福庆全家和全体传教士逃离湖南。1946年湘雅医学院重建教学楼，命名为“福庆楼”，以纪念颜福庆的贡献。。

### 上海医学院
1927年，颜福庆受聘任北京协和医学院副院长。1927年10月，被任命为新成立的第四中山大学医学院（1928年改称國立中央大學医学院，1932年改为国立上海医学院，今并入复旦大学）第一任院长。1928年6月，颜福庆向协和医学院辞职，赴上海吴淞就任。7月，创建吴淞卫生公所。他接办中国红十字会总医院（今复旦大学附属华山医院）为教学医院。此后又在枫林桥新址，建造上海医学院新校址和中山医院。1933年，旅沪的宁波富商叶子衡捐出江湾叶家花园，兴建澄衷肺病疗养院（上海第一肺科医院前身），颜福庆兼任首任院长。1938年，颜福庆被调至武汉，任国民政府卫生署署长。次年辞职回到上海。1951年，上海医学院改组，颜福庆被任命为副院长。

### 文革受害者
1966年文化大革命爆发，年已84岁的颜福庆受到“无情打击”、“残酷斗争”，关进牛棚隔离审查，多次遭受无情批斗，头戴高帽“资产阶级反动学术权威的祖师爷”，胸前挂牌“我是混蛋”，还必须一边敲打铁皮簸箕，一边喊叫羞辱自己的口号：“我是牛鬼蛇神”“我是资产阶级反动学术权威”，在自己创办的上海医学院校园游斗，供人随意唾骂、推打、凌辱。家门口也被刷上‘打倒反动学术权威颜福庆’的大标语，从此卧病不起。一位工宣队员曾要求颜自杀以谢人民，但他一直保持乐观，表示早已见识过‘痞子運動’。颜要求死后捐献遗体，被拒绝。1970年11月29日，颜福庆因严重肺气肿、呼吸困难在上海逝世，病危时被家人送往他亲手创办的上海中山医院就诊，但院方冷酷拒绝收治，不久颜病逝，享年88岁。

## 家庭
1903年在上海与曹秀英结婚。婚后，二人育有5个子女，依次为长女颜雅清、长子颜我清、次子颜士清、次女颜芬清和幼子颜瑞清。